# Центр-инвест
Банк «Центр-инвест» — крупнейший региональный банк Юга России. Банк входит в десятку лидеров рейтинга банков России, которые работают с МСБ, и занимает лидирующие позиции в России в кредитовании проектов малого и среднего бизнеса, модернизации предприятий, развитии женского, молодёжного, социального предпринимательства, а также поддерживает стартапы.
Более 120 офисов банка расположены в шести регионах России: в Ростовской и Волгоградской областях, Краснодарском и Ставропольском краях, Нижнем Новгороде, а также в Москве.

## История
С 1997 года банк начал реализацию первых программы поддержки малых предприятий Юга России; банк «Центр-инвест» прошел аудит по Международным стандартам финансовой отчетности (МСФО) PricewaterhouseCoopers. В 2007 году для поддержки преподавателей, студентов и аспирантов вузов Юга России банк «Центр-инвест» стал инициатором создания Фонда целевого капитала «Образование и наука ЮФО». В 2012 году разработана уникальная программа поддержки женщин в бизнесе, которая включает льготное кредитование, консультационную и информационную поддержку. В 2014 году банк «Центр-инвест» открыл первый в России Центр финансовой грамотности в городе Ростове-на-Дону. Банк открыл первый офис за пределами Юга России в 2015 году в Нижнем Новгороде. Также в этом году прошёл первый в России Форум позитивной экономики, организаторами которого выступили банк «Центр-инвест» и PlaNet Finance (Франция). В 2016 году Банк первым в России начал эмиссию и эквайринг платежных карт «Мир» и стал членом Ассоциации региональных банков России. В 2018 году АКРА присвоило банку кредитный рейтинг А(ru). В этом же году банк получил ESG-рейтинг от VigeoEiris (17/76). С 2019 года банк «Центр-инвест» выпускает первые в России «зелёные» банковские облигации. Также в этом году «Центр-инвест» стал официальным подписантом «Принципов ответственной банковской деятельности» ООН.

## Рейтинги
- Рейтинговое агентство АКРА в 2018 году присвоило ПАО КБ «Центр-инвест» рейтинговую оценку A(RU) со стабильным прогнозом. Рейтинг ежегодно подтверждался, в 2024 году прогноз изменён на позитивный[3].

## Собственники и руководство
Доли в уставном капитале акционеров ПАО КБ «Центр-инвест»:
- Василий Васильевич и Татьяна Николаевна Высоковы (22,06%),
- Европейский банк реконструкции и развития EBRD (17,82%),
- Немецкая корпорация инвестиций и развития DEG (14,57%),
- Erste Group Bank AG (9,09%), responsAbility Investments AG (9,05%),
- Firebird Investment Fund (8,22%),
- Rekha Holdings Limited (6,77%),
- Raiffeisenlandesbank Ooe (2,98%) и др.

## Стратегия
В 2018 году совет директоров банка «Центр-инвест» утвердил стратегию развития банка на 2019-2021 гг. «ESG-цифровизация экосистемы банка «Центр-инвест», которая включает в себя структурные перемены и цифровизацию банковских продуктов для населения и сервисов для малого бизнеса на фоне устойчивого роста ключевых финансовых показателей.

В рамках стратегии ESG-цифровизации банк «Центр-инвест» способствует развитию малого и среднего бизнеса через функционал собственного Акселератора (acc.centrinvest.ru). Это платформа для стартапов и действующих предпринимателей, позволяющая разработать стратегию развития предпринимательства от написания бизнес-плана до выхода на глобальные рынки. За месяц обучения банк готовит наших резидентов к запуску или выходу на новый уровень с действующим бизнесом. Более 2000 стартапов, социальных бизнес-проектов и женщин-предпринимателей уже стали выпускниками Акселератора, успешно реализуют себя в сельском хозяйстве, торговле, логистике, IT и развивают свой бизнес вместе с банком «Центр-инвест».

## Филиалы
Широкая сеть подразделений банка является неоспоримым конкурентным преимуществом в реализации стратегии развития. 120 подразделений расположены в шести регионах России: Ростовской и Волгоградской областях, Краснодарском и Ставропольском краях, городах Москве и Нижнем Новгороде. Во всех структурных подразделениях филиальной сети обеспечиваются единые высокие стандарты обслуживания, принципы работы и одинаково отлаженные внутренние процедуры, независимо от степени удалённости подразделений банка от головного офиса.